# فرانک داندر
فرانک داندر (انگلیسی: Frank Dundr؛ زادهٔ ۲۵ ژانویهٔ ۱۹۵۷) قایقران روئینگ اهل آلمان شرقی بود.
وی در مسابقات کشوری و بین‌المللی در مجموع برندهٔ ۲ مدال طلا شده‌است.